# Passaggio
Passaggio är en sångteknisk term använd inom klassisk sångteknik för att beskriva det tonomfång inom vilket registerövergång uppträder. Under passaggio-registret ligger bröstregistret inom vilket en sångare kan frambringa ett kraftfull ljud, och ovan huvudklangen, inom vilket en kraftfull resonant ton kan frambringas endast med god skolning. Den historiska italienska sångskolan beskriver ett primo passaggio och ett secondo passaggio som sammanlänkas av ett zona di passaggio i både den manliga och den kvinnliga sångrösten. Ett överordnat mål inom klassisk röstträning är att uppnå färdigheten att bibehålla en jämn och likvärdig klangkvalitet igenom hela passaggio-registret, en så kallad egaliserad röstklang. 

### Webbkällor
Den här artikeln är helt eller delvis baserad på material från engelska Wikipedia.